# 叶倩彤
叶倩彤（1985年—）女，本姓马，艺名叶倩彤，山东省东营市人，中国内地配音員。

## 生平
叶倩彤是山东省东营市人。其父母均为胜利油田钻井工人，原籍天津市，为了支援胜利油田建设而迁居山东。叶倩彤的嗓音优美，后来她凭借自己出色的嗓音考入四川音乐学院配音专业。父母为其支付了每年1.7万元人民币的学费。但是叶倩彤的学习成绩并不理想，落选获奖学金。后联合20位其他主持人主持了四川音乐学院校内举办的多场大型晚会，大学期间还曾为台福食品配广告、为三亚电视台录制台标，被同学们誉为四川音乐学院的“百灵鸟”。
2007年4月的一日，中国内地某知名电台到四川音乐学院招DJ，叶倩彤毅然报名，但因感冒影响了发挥，未被录取。自此，叶倩彤更加用功学习，常通宵读书至凌晨，终日听录音带，以学习播音前辈们的经验。
2008年2月的一日，已上大四的叶倩彤与平日一样进入“中国配音联盟”QQ群，在该QQ群内看到“动听中国”网招聘网络女主播的启事。“动听中国”是当时世界上最大、更新速度最快的有声读物网站，位列全球互联网音频资料类网站第一名，创办于2006年。创办者龚鸣毕业于上海大学数学系，他创办该网站的构想是“没时间读书，就听书吧！”叶倩彤报名后，最终获得录取为该网站的网络女主播。“动听中国”网的办公地点设在上海，叶倩彤则身处四川，所以双方通过网络联系，由动听中国网提供文本，叶倩彤播讲，每小时40元，每月结算一次工资。
叶倩彤为“动听中国”播讲的第一部作品是亲情类小说《暖房》。但当时包括《暖房》在内的许多普通作品点击率都不高，“动听中国”当时也正陷于网站点击率不高、没有利润的困难境地。“动听中国”技术部经理张悦发现该网站的“网友上传”频道内，出现了带有淫秽色彩的音频，获得较高点击率，乃建议网站向这方面发展。2008年初，“动听中国”推出了新栏目“激情夜话”，在网友中获得很大反响。此后，经过“动听中国”的劝说，叶倩彤播讲了小说《天地之间》，这是带有色情描写的小说。《天地之间》被放上“激情夜话”栏目后，受到网友欢迎。叶倩彤凭借《天地之间》迅速成为网络红人，被冠以“中国第一声优”称号，网友好评如潮。对叶倩彤的声音，流传最广的评语是：“酥人入骨，淫而不色。”听众自发在百度贴吧成立“叶倩彤吧”，成千上万的听众自称“彤丝”，聚在“叶倩彤吧”交流对叶倩彤的喜爱之情。
此后，“动听中国”决定趁热打铁，让叶倩彤播讲情色小说《金鳞岂是池中物》，获得了听众的极大欢迎，“动听中国”网站的注册会员因此而每日倍增。此后，她又先后为“动听中国”播讲了情色小说《少妇白洁》、《高树三姐妹》。
2008年7月，叶倩彤自四川音乐学院毕业。之后她参加了多场招聘会，但未找到满意的工作。此后叶倩彤从四川来到北京，投靠在北京打工的父母。历经两个月也没找到满意的工作，只好继续为“动听中国”兼职配音。
2008年10月2日，叶倩彤的母亲发现了她正要配音的情色小说，母亲以为这是叶倩彤自己看的，便劝她不要再看。这令叶倩彤产生了思想斗争。当晚，她向“动听中国”表示自己不再兼职配音。叶倩彤离开后，“动听中国”的听众大批流失。2008年底，叶倩彤在一家文化公司找到工作，从事配音。她在网上的个人日志空间中写道：“我梦想跟卡门一样，但是不是每个卡门都那么幸运？”
2009年初，上海市公安局治安总队治安行动队接到群众举报称，“动听中国”涉嫌传播淫秽音频。警方经调查发现，“动听中国”网站开设“激情夜话”栏目，通过收费分成组织网民提供涉嫌淫秽的音频，并通过收费会员制作和传播淫秽信息。警方对“动听中国”7521部将近200万集音频进行甄别，发现17部953集音频为涉嫌淫秽电子信息，其中418段是叶倩彤录音。2月10日，警方抓获主要犯罪嫌疑人、“动听中国”网站总经理龚鸣以及技术部门负责人张悦、刘庆。2009年2月27日，北京市朝阳区公安局在叶倩彤家中抓获了音频的主要播音人叶倩彤。次日，她被移交上海市公安局，此后关入位于浦东新区的上海市看守所。在被抓时，叶倩彤说：“我想回头，而且已经回头，可惜回头得太迟了。”2009年11月3日，上海市公安局举行新闻发布会称，“动听中国”案是中华人民共和国第一例网上制作传播淫秽音频电子信息犯罪。
2010年2月，上海市徐汇区人民法院以“传播淫秽物品罪”对“动听中国”隶属的上海立达信息科技有限公司处罚金10万元；判处龚鸣有期徒刑三年六个月，并处罚金人民币5万元；判处马某（即叶倩彤）有期徒刑二年，缓刑二年，并处罚金人民币3万元。马某（即叶倩彤）随后当庭获释。
叶倩彤被捕后，网友纷纷发帖讨论她将被判处多长的刑期；法院判决之后，网友对其刑期的合理性又进行讨论。多数网友赞成“判得不重，判决很公正”，另一方面众多网友也在网上四处寻找并下载叶倩彤播讲的有声读物。截至2009年11月17日，百度贴吧的“叶倩彤吧”有258个主题、1436个帖子，留言人数几十万。
2010年5月，叶倩彤低调回归播音行业，继续用“叶倩彤”的艺名入驻畅听网，播讲了小说《奉子成婚》和《爱情绝非游戏》。网友们在叶倩彤的博客里对她在播音事业上的追求及重新回归的勇气表示支持。网友“极乐大叔”留言称：“一切不开心的经历已成为过去，把它当作成长过程中的一片荆棘，再次听到你的声音感觉好像经过一次长途的沙漠后痛饮了冰澈的甘泉，感叹你的归来，小倩！”